# 东明路街道
东明路街道是中国上海市浦东新区下辖的一个街道。面积5.95平方公里。户籍人口5.7万人（2008年）。

## 行政区划
三林苑居委会、翠竹苑居委会、金光新村一居委会、金光居委会、凌兆新村第一居委会、凌兆新村第二居委会、凌兆新村第三居委会、凌兆新村第四居委会、凌兆新村第五居委会、凌兆新村第六居委会、凌兆新村第七居委会、凌兆新村第八居委会、凌兆新村第九居委会、凌兆新村第十居委会、凌兆新村第十一居委会、凌兆新村第十二居委会、凌兆新村第十三居委会、凌兆新村第十四居委会、凌兆新村第十五居委会、品华苑居委会、红枫苑居委会、安居苑居委会、品翠苑居委会、品新苑居委会、棕榈苑居委会、金桂苑居委会、凌兆新村第十六居委会、盛源居委会、新月第一居委会、新月第二居委会、永泰花苑居委会、金禾苑居委会、金橘苑居委会、樱桃苑居委会、金谊河畔居委会、金色雅筑居委会、湾流域居委会。